# Vanessa García
Vanessa García Vega, destacada deportista puertorriqueña de la especialidad de natación quien fue campeona de Centroamérica y del Caribe en Mayagüez 2010. Participó en los Juegos Olímpicos de Atenas 2004 y Pekín 2008.

## Trayectoria
La trayectoria deportiva de Vanessa García se identifica por su participación en los siguientes eventos nacionales e internacionales:

### Juegos Centroamericanos y del Caribe
Fue reconocido su triunfo de ser la tercera deportista con el mayor número de medallas de la selección de  Puerto Rico 
en los juegos de Mayagüez 2010.

#### Juegos Centroamericanos y del Caribe de Mayagüez 2010
Su desempeño en la vigésima primera edición de los juegos, se identificó por ser la sexagésima quinta deportista con el mayor número de medallas entre todos los participantes del evento, con un total de 4 medallas:

- , Medalla de oro: 100 m Libre
- , Medalla de oro: 50 m Libre
- , Medalla de plata: 4 × 100 m Combinado
- , Medalla de plata: 4 × 100 m Libre